# Tamarin (software)
Tamarin je open source virtuální stroj a just in time kompilátor, jehož cílem je implementovat 4. edici ECMAScriptu, který je obecně nazýván jako JavaScript 2.0. Na projektu spolupracují Mozilla Foundation a Adobe Systems, která do projektu vložila 135 000 řádků kódu, který je využíván v Adobe Flash. Zdrojový kód je šířen pod trojlicencí GPL/LGPL/MPL podobně, jako zdrojové kódy jiných produktů Mozilla Corporation/Mozilla Foundation.